# DNAリガーゼ

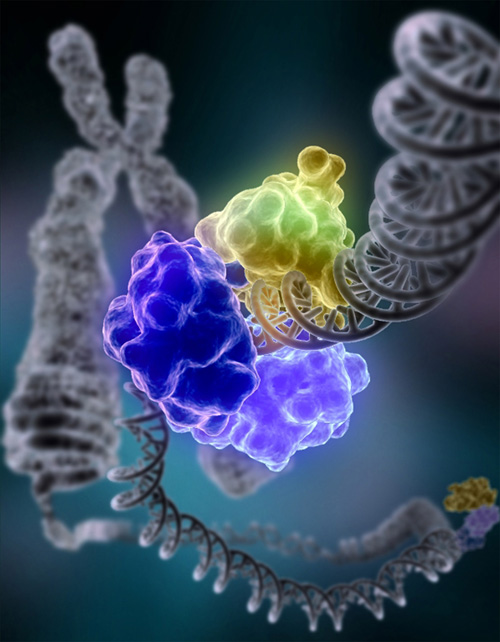
DNA修復を行うDNAリガーゼI（イメージ図）

DNAリガーゼ（ディーエヌエーリガーゼ、DNA ligase）は、DNA鎖の末端同士をリン酸ジエステル結合でつなぐ酵素である。生体内では主としてDNA複製とDNA修復に寄与している。一方、遺伝子工学で組換えDNAを作るために頻繁に利用されている。EC番号は6.5.1.1（基質ATP）または6.5.1.2（基質NAD+）。英語での発音に倣ってDNAライゲースともいい、ポリデオキシリボヌクレオチドシンターゼ、ポリヌクレオチドリガーゼなどとも呼ばれる。

## 反応機構
DNAの3'末端（アクセプター）と、DNAの5'末端（ドナー）との間にリン酸ジエステル結合をつくる。よく知られている真核生物やファージの酵素では反応にATPを必要とし、以下のように進行する。
1. ATPが酵素の活性中心のリジン残基に結合してAMPとなり、ピロリン酸が放出される。
2. AMPがDNA5'末端のリン酸基に転移され、ピロリン酸結合を生じる。
3. 5'末端のリン酸基と3'末端の水酸基との間にリン酸ジエステル結合を生じ、AMPが放出される。

たとえば大腸菌など真正細菌のDNAリガーゼは、ATPではなくNAD+を補酵素として要求し、ピロリン酸の代わりにニコチンアミドモノヌクレオチド (NMN) が放出される。

## 基質
一般的なDNAリガーゼは、二重らせん構造の中で隣り合う3'-水酸基と5'-リン酸基の間をリン酸ジエステル結合でつなぐ。これ以外の組み合わせ、たとえば3'-リン酸基と5'-水酸基、3'-水酸基と5'-水酸基、3'-ダイデオキシヌクレオチドと5'-リン酸基、3'-水酸基と5'-三リン酸などでは反応しない。また通常は一本鎖DNAに対して作用することはない。
T4ファージ由来のT4 DNAリガーゼは、効率は低いもののDNA/RNAハイブリッドに対して作用することもでき、このときDNAリガーゼだけでなくRNAリガーゼとしても機能することができる。またT4 DNAリガーゼはミスマッチ塩基を含むようなDNAに対して作用することができ、また相補部位のない独立したDNA分子2つを結合することが出来るなど、二重らせん構造という観点で許容度が高い。非常に効率は低いが、一本鎖DNAですら結合することができる。

## 哺乳類
4種のDNAリガーゼがある。
DNAリガーゼI
DNA複製の際、ラギング鎖で新しく合成された岡崎フラグメント同士を結合する。
DNAリガーゼIII
DNA修復酵素XRCC1と複合体を形成し、塩基除去修復の過程で作用する。
DNAリガーゼIV
XRCC4と複合体を形成し、非相同末端結合による二本鎖修復の最終段階で作用する。また免疫担当細胞の多様性を生み出すVDJ組み換えに必須である。

## DNA組換え
DNAリガーゼは分子生物学実験や遺伝子工学において組換えDNAを作るための道具となっている。たとえば制限酵素で切断したDNA断片をプラスミドに組み込む際や、DNA断片にアダプタ配列を結合させる際に用いられる。この目的のためにはT4ファージ由来のT4 DNAリガーゼが用いられることが多い。末端に相補的な一本鎖が突出している粘着末端の場合、対合した二本鎖に作用することで高効率に反応が進むが、T4 DNAリガーゼを用いると条件次第で突出のない平滑末端同士を結合させることもできる。
粘着末端の結合は、たとえば次のような反応である:
```
5'-
AGTCTGATCTGACC
        
TCGAGGTATGCTAGTGCT
-3'
3'-
TCAGACTAGACTGGAGCT
        
CCATACGATCACGA
-5'
```

　　　　　　　　　　　↓
```
5'-
AGTCTGATCTGACC
TCGAGGTATGCTAGTGCT
-3'
3'-
TCAGACTAGACTGGAGCT
CCATACGATCACGA
-5'
```

T4 DNAリガーゼの反応至適温度は25℃であるが、粘着末端を結合させるにはその突出部位の融解温度(Tm)と整合させることが重要になる。
もし反応温度がTmを越えていると、突出部位の対合が不安定になり反応効率は低くなる。よく使われる4塩基突出のTmは12〜16℃である。
平滑末端の結合は、たとえば次のような反応である:
```
5'-
AGTCTGATCTGACTGAGAT
        
ATCTGCTAGTGCT
-3'
3'-
TCAGACTAGACTGACTCTA
        
TAGACGATCACGA
-5'
```

　　　　　　　　　　　↓
```
5'-
AGTCTGATCTGACTGAGAT
ATCTGCTAGTGCT
-3'
3'-
TCAGACTAGACTGACTCTA
TAGACGATCACGA
-5'
```

平滑末端の場合にはそもそも対合が起きないのでTmを考慮する必要はないが、反応温度が高くなると溶液中の分子の運動が活発化し、DNA末端が結合出来る位置に出会う確率が低くなってしまう。そのためやはり14〜20℃という低温で反応を行うことが一般的になっている。

## 歴史
DNAリガーゼが単離され、性状解析が行われたのは1967年が初めてである。